# Leinemann
Pour l’article homonyme, voir Conrad Leinemann.
Leinemann est un groupe de schlager allemand, originaire de Hambourg.

## Histoire
Le groupe est fondé en 1969 par Gottfried Böttger, Jerry Bahrs, Uli Salm, Django Seelenmeyer et Ulf Krüger. En 1974, Böttger est remplacé par Berry Sarluis et Lonzo. Plus tard viennent Karl-Heinz Blumenberg (ancien membre de Thrice Mice et Altona) et Dieter Borchardt.
Leinemann est à l'origine un groupe de jazz et de skiffle, mais développe ensuite une musique rock et ragtime puis se consacre au schlager. En 1971, son premier album durée est sort, sur lequel Leinemann ne chante que des titres en anglais. À la fin des années 1970, le groupe ralentit son activité.
Leinemann commence un nouveau départ avec des titres en allemand. En 1980, il a son premier succès majeur avec Volldampf-Radio, une reprise de Midnite Dynamos de Matchbox. Le groupe participe à la sélection pour représenter l'Allemagne au Concours Eurovision de la chanson 1981 et est cinquième avec Das Ungeheuer von Loch Ness. En février 1982, le groupe est numéro un du ZDF-Hitparade avec Keine Angst vor’m Rock ’n’ Roll. Il participe à nouveau à la sélection pour représenter l'Allemagne au Concours Eurovision de la chanson 1983 et est septième avec Ich reiß’ alle Mauern ein. En 1985, Leinemann connaît son plus grand succès avec le single Mein Tuut Tuut, une reprise de (Don’t Mess With) My Toot Toot de Rockin' Sidney.
Cependant le groupe n'est plus en mesure de s'appuyer sur son succès commercial et finalement se dissout en 1993.
À partir de 2000, la formation originale se réunit à intervalles irréguliers pour des collectes de fonds et des concerts dans de petits clubs. Ils se sont produits au 50e anniversaire du Cotton Club à Hambourg en 2009.

## Discographie
Albums
- 1971 : Honky Tonky Skiffle Rock
- 1972 : Piano Skiffle Rock
- 1973 : Last Train To San Fernando
- 1974 : Das ist Leinemann
- 1974 : Lonnie Donegan Meets Leinemann
- 1975 : Leinemann – Live
- 1976 : Deutsch
- 1976 : Lonnie Donegan Meets Leinemann, Country Roads
- 1977 : Hit Torpedo
- 1978 : That Old Fashioned Feeling
- 1985 : Tut gut Volldampf-Hits
- 1985 : Tuut Tuut
- 2002 : Live
- 2004 : Leinemann (anthologie des chansons en anglais)
- 2004 : Mein Tuut Tuut (anthologie des chansons en allemand)

Singles
- 1970 : My Baby Left Me
- 1972 : Hey Hey Hey Honey
- 1973 : Grandma
- 1974 : In Hamburg sind die Nächte lang
- 1976 : (wir heißen) Jerry, Uli, Berry, Ulf & Django
- 1978 : Colours
- 1979 : Medicine
- 1980 : Volldampf-Radio
- 1981 : Das Ungeheuer von Loch Ness
- 1981 : Keine Angst vor’m Rock ’n’ Roll
- 1982 : Ein Königreich für'n Autogramm von Elvis
- 1982 : Treffpunkt Bärlin
- 1983 : Ich reiß’ alle Mauern ein
- 1983 : Sommerzeit
- 1985 : Alle woll’n das Eine
- 1985 : Mein Tuut Tuut
- 1986 : Piraten der Liebe (Tip-Top Totenkopp)
- 1986 : Rabberdackdab
- 1988 : Es steht ’ne Kiste Bier in Spanien
- 1989 : Lust auf Radio
- 1993 : Nick Nack
- 1993 : Dornröschen – Die Wahrheit
- 1993 : Die Dinosaurier

## Source de la traduction
- (de) Cet article est partiellement ou en totalité issu de l’article de Wikipédia en allemand intitulé « Leinemann » (voir la liste des auteurs).